# Глиновідділювач

Схема центрифуги-муловідділювача:
1 — горизонтальний ротор; 2 — шнек; 3 — шламоприймач;
4 — камера для зливання очищеної рідини; 5, 6 — цапфи; 7, 8 — корінні підшипники; 9, 10 — підшипники; 11 — приводний шків; 12 — планетарний редуктор

Глиновідділювач — пристрій, який є заключною ланкою очищення бурового розчину в його циркуляційній системі. Глиновідділювач складається з блоку осаджувальної центрифуги, переливного байпасного пристрою, насосного блока, приймальної лійки для подачі промивальної рідини у ротор центрифуги та пристрою для змішування регенерованого обважнювача з промивальною рідиною.
Глиновідділювач служить для очищення необважченої промивальної рідини від надлишкового вмісту глини та регенерації обважнювача і повернення їх шляхом перемішування з промивальною рідиною у циркуляційну систему.
Основним вузлом глиновідділювача є осаджувальна горизонтальна центрифуга із шнековим вивантаженням осаду (типу ОГШ).
Рух розчину й осаду у роторі такої центрифуги здійснюється у протилежних напрямках, тому такі центрифуги ще називають протитечійними. Відношення робочої довжини ротора до його діаметра становить не більше 2,0.
Осаджувальна центрифуга є останнім ступенем очищення про-мивальної рідини (рис.). Вона служить технічним засобом для видалення частинок розміром до 4 — 7 мкм. Її продуктивність, зазвичай, становить до 5 — 7 л / с, але незважаючи на це центрифуга у процесі буріння часто видаляє до 30 — 40 % вибуреної породи.